# Gazi Husein Paša
Gazi Husein Paša (Husein paša vojščak), znan tudi kot Deli Husein Paša (Jezni), Sari Husein Paša  (Plavolasi) in Baltaoğlu Husein Paša (Sekira) je bil osmanski mornariški častnik in politik, * ni znano, Yenişehir, Osmansko cesarstvo, † 1659, Konstantinopel, Osmansko cesarstvo. 
V letih 1635–1637 je bil guverner Egipta, v 1630. letih kapudan paša (veliki admiral) in nekaj časa leta 1656 veliki vezir. 

## Ozadje
Husein je bil turškega porekla. Rojen je bil v Yenişehirju blizu Burse v severozahodni Anatoliji. O njegovih zgodnjih dneh bivanja v osmanski prestolnici Konstantinoplu (Istanbulu) je malo znanega. Med vladavino sultana Murata IV. je bil član osebja palače Topkapi. Perzijski šah Safi je poslal Muratu IV. prestižno darilo, lok, za katerega je veljalo, da ga ni mogoče napeti. Husein je pritegnil pozornost s tem, da je zlahka napel lok. Ko je pridobil sultanovo priznanje in zaupanje, je začel napredovati. Začel je kot glavni konjušnik in nato postal guverner Silistre (zdaj v Bolgariji), beglerbeg (visoki guverner) Egipta, beglerbeg Anatolije, kapudan paša (veliki admiral) itd. Sodeloval je v akcijah za zavzetje Bagdada v sedanjem Iraku leta 1638 in Erevana v sedanji Armeniji. Med vladavino sultana Ibrahima I. je služil v različnih evropskih provincah kot guverner in leta 1646 postal guverner Hanije na Kreti, zdaj v Grčiji.

## Guverner Egipta
Husein paša je bil leta 1635 imenovan za guvernerja Egiptovskega ejaleta. Na tem položaju je nasledil je Bakirdži Ahmed Pašo in služboval do leta 1637. Poročila o njem pravijo, da je bil krut in nasilen guverner, ki je ubijal za zabavo. Na dan svojega prihoda v Egipt si je prisvojil začasne bivalne šotore svojega finančnega ministra in svetovalcev in zatem storil vrsto drugih neprimernih dejanj, zaradi katerih ga lokalno prebivalstvo na splošno ni maralo. V Egipt je s seboj pripeljal veliko število druzov, ki so ropali v Kairu, njegovi možje pa so od domačinov izsiljevali denar za pojedino ob njegovem prihodu. Vpleten je bil tudi v kraje dediščin bogatih domačinov in državnega denarja. Za zabavo naj bi pogosto  jezdil konja skozi množico ljudi in živali ter vihtel meč. Domačine je vsak mesec prisilil, da so svoje kovance iz plemenitih kovin zamenjali za ponarejene. Med svojo vladavino je ukazal usmrtiti  več kot 1200 ljudi, brez tistih, ki jih je ubil sam.
Husein Paša je bil sicer sposoben poveljnik in vodja lokalne vojske, kar je bila v Egiptu še posebej težka naloga. Med svojo vladavino v Egiptu je znatno zmanjšal število ropov in vlomov.
Po njegovi razrešitvi leta 1637 je sultan Murat IV.  zahteval revizijo egiptovske provincialne zakladnice in javnih prihodkov ter od njega zahteval, da plača vse, kar je dolgoval zakladnici. Ko je Husein to zavrnil, je kajmakam (vršilec dolžnosti guvernerja), ki ga je nadomeščal do prihoda njegovega naslednika, Huseina aretiral in ga izpustil šele potem, ko je plačal veliko vsoto denarja.

## Obdobje po Egiptu
Med bagdadsko kampanjo Murata IV. je Huseinu uspelo zavzeti več utrdb. Sultan mu je odpustil stare grehe in ga imenoval za člana svoje vlade. Kasneje je bil imenovan za admirala osmanske flote. V Črnem morju mu je uspelo zajeti 30 korzarskih galej in zatem deloval v Očakivu (zdaj v Ukrajini), Bagdadu in Budimpešti. 

## Kandijska vojna
Osvojitev egejskega otoka Kreta v posesti Beneške republike, je bila za Osmansko cesarstvo neobičajna naloga. Osmansko cesarstvo je takrat že stagniralo, medtem ko je bila vojaška in pomorska tehnologija Evropejcev v vzponu. Četudi je Osmansko cesarstvo že leta 1645 zavzelo glavno kretsko mesto Hanijo, se je preostali del otoka, zlasti Heraklion (Kandija) krepko upiral Osmanom. Osmansko cesarstvo zaradi beneške blokade Dardanel (Çanakkale) ni moglo ustrezno oskrbovati svoje vojske na Kreti. Osmanska vojska na Kreti je bila zato v slepi ulici, četudi je Husein zavzel več utrdb, vključno z Retimnom, in oblegal Heraklion. Husein je tudi rekonstruiral  številne zgradbe in utrdbo v Haniji. Sultan Mehmed IV. ga je za zasluge 28. februarja 1656 povišal v velikega vezirja.
Funkcije velikega vezirja ni nikoli opravljal, ker si je sultan že dolgo pred Huseinovo vrnitvijo v Konstantinopel premislil in za velikega vezirja imenoval Huseinovega tekmeca Zurnazena Mustafa Pašo. Mandat slednjega je bil še krajši od Huseinovega.  

## Kasnejša leta
Husein je bil kasneje imenovan za beglerbega (guvernerja) Rumelije, se pravi evropskega dela Osmanskega cesarstva. Položaj je bil nižji  od položaja velikega vezirja, vendar višji od položaja beglerbegov drugih provinc. Veliki vezir Köprülü Mehmed Paša se je bal Huseinovega prestiža, zato ga je leta 1659 poklical v Konstantinopel, ga aretiral in prepričal sultana, da ga je ukazal usmrtiti.